# Berta Veiga Vila
Berta Veiga Vila   (Barcelona, 3 de novembre de 1960) és una entrenadora catalana i jutgessa internacional de gimnàstica rítmica. Doctora en Motricitat Humana per la Universitat de Barcelona, ha estat durant anys entrenadora de les seleccions catalana i espanyola.
Fou entrenadora en el Centre d'Alt Rendiment de Sant Cugat. El 1989 fou tècnica de la selecció estatal júnior que participà en el Campionat d'Europa i en els Jocs Iberoamericans i també col·laborà amb la selecció estatal de natació sincronitzada. És jutgessa de gimnàstica rítmica de la Reial Federació Espanyola de Gimnàstica. El 2013 va formar part del jurat dels Jocs Mediterranis. Fou presidenta de l'Associació Espanyola de Gimnàstica Estètica de Grups (AEGEG) on, el 2010, impulsà la Copa del Món de gimnàstica estètica a Sant Cugat i, el 2013, a Barcelona. El 2015, era presidenta del Comité de Jutges de Rítmica de la Federació Espanyola de Gimnàstica.